# Live for the Night
«Live for the night» es una canción de la banda estadounidense de música electrónica Krewella. Fue lanzado como segundo sencillo de su álbum debut Get Wet (2013). Alcanzó el número 100 en el Hot 100 de los Estados Unidos y la primera ubicación del Hot Dance Club Songs. El video musical fue dirigido por el dúo Agressive.

## Lista de canciones
| CD Promo |                                          |          |  |
| N.º      | Título                                   | Duración |  |
| 1.       | «Live for the Night» (Versión explícita) | 3:28     |  |

| Descarga digital (Remix EP) |                                                       |          |  |
| N.º                         | Título                                                | Duración |  |
| 1.                          | «Live for the Night» (Dash Berlin Remix)              | 5:19     |  |
| 2.                          | «Live for the Night» (W&W Remix)                      | 5:05     |  |
| 3.                          | «Live for the Night» (Pegboard Nerds Remix)           | 3:42     |  |
| 4.                          | «Live for the Night» (Hook N Sling Mix)               | 4:41     |  |
| 5.                          | «Live for the Night» (Xilent Radio Mix)               | 3:33     |  |
| 6.                          | «Live for the Night» (Deniz Koyu & Danny Ávila Remix) | 6:07     |  |
| 7.                          | «Live for the Night» (ESSIGI Future House Remix)      | 5:10     |  |

## Posicionamiento en listas
| Lista (2013)                            | Mejor posición |
| --------------------------------------- | -------------- |
| Canadá (Hot 100)                        | 96             |
| Estados Unidos (Billboard Hot 100)      | 100            |
| Estados Unidos (Pop Songs)              | 30             |
| Estados Unidos (Hot Dance Club Songs)   | 1              |
| Estados Unidos (Dance/Electronic Songs) | 11             |
| Japón (Japan Hot 100)                   | 10             |

### Sucesión en listas
| Anterior: «Walking on Thin Ice 2013» de ONO | Hot Dance Club Songs — Sencillo Nro 1 19 de octubre de 2013 — 26 de octubre de 2013 | Siguiente: «Roar» de Katy Perry |